# لستی‌یروی
لِسْتی‌یَرْوی (به فنلاندی: Lestijärvi) یک منطقهٔ مسکونی در فنلاند است که در اوستروبوتنیای مرکزی واقع شده‌است.